# Haselberg (Gemeinde Bad Traunstein)
Haselberg ist eine Ortschaft und eine Katastralgemeinde der Gemeinde Bad Traunstein im Bezirk Zwettl in Niederösterreich. Zu ihr zählt auch noch die Einzellage Haid, sie selbst stellt die Siedlungsform Rotte dar.

## Siedlungsentwicklung
Zum Jahreswechsel 1979/1980 befanden sich in der Katastralgemeinde Haselberg insgesamt 16 Bauflächen mit 8.767 m² und 15 Gärten auf 4.608 m², 1989/1990 gab es 16 Bauflächen. 1999/2000 war die Zahl der Bauflächen auf 22 angewachsen und 2009/2010 bestanden 10 Gebäude auf 20 Bauflächen.

## Geschichte
Der Ort wurde 1392 zum ersten Mal schriftlich als Haselperg erwähnt und gehört bis 1850 zur Herrschaft Ottenschlag.

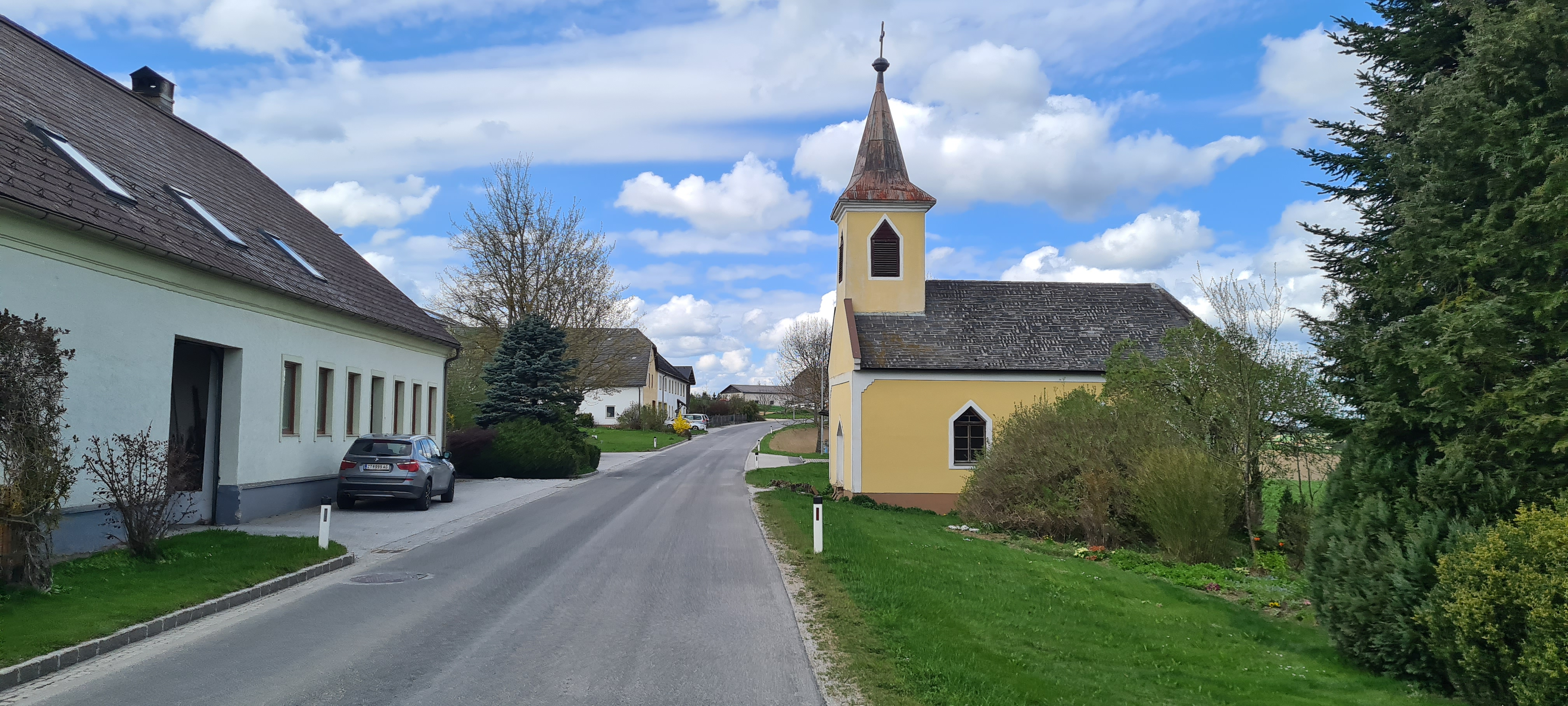
Blick auf die Kapelle im Ort

Im Jahr 1822 wurde der Ort als Dorf mit elf Häusern genannt, das nach Traunstein eingepfarrt war, wohin auch die Kinder eingeschult wurden. Die Herrschaft Ottenschlag besaß die Ortsobrigkeit, übte die Landgerichtsbarkeit aus, besorgte die Konskription und hatte die Grundherrschaft inne.
Nach der Entstehung der Ortsgemeinden 1849 war der Ort eine Katastralgemeinde der Ortsgemeinde Spielberg und wurde mit 1. Jänner 1968 ein Teil der Großgemeinde Traunstein.
1892 wurde die Kapelle im Ort errichtet.
Laut Adressbuch von Österreich waren im Jahr 1938 in Haselberg ein Viehhändler und einige Landwirte ansässig.

## Bodennutzung
Die Katastralgemeinde ist land- und forstwirtschaftlich geprägt. 137 Hektar wurden zum Jahreswechsel 1979/1980 landwirtschaftlich genutzt und 184 Hektar waren forstwirtschaftlich geführte Waldflächen. 1999/2000 wurde auf 137 Hektar Landwirtschaft betrieben und 184 Hektar waren als forstwirtschaftlich genutzte Flächen ausgewiesen. Ende 2018 waren 133 Hektar als landwirtschaftliche Flächen genutzt und Forstwirtschaft wurde auf 178 Hektar betrieben. Die durchschnittliche Bodenklimazahl von Haselberg beträgt 27,2 (Stand 2010).